# Fontanès (Gard)
Fontanès település Franciaországban, Gard megyében. Lakosainak száma 688 fő (2022. január 1.). Fontanès Combas, Lecques, Salinelles, Souvignargues, Vic-le-Fesq és Villevieille községekkel határos.

## Népesség
A település népességének változása:
| Lakosok száma | 334  | 390  | 436  | 606  | 660  | 682  | 690  | 685  | 682  | 688  |
|               | 1968 | 1982 | 1990 | 2006 | 2013 | 2015 | 2017 | 2019 | 2020 | 2022 |